# ブルームの日

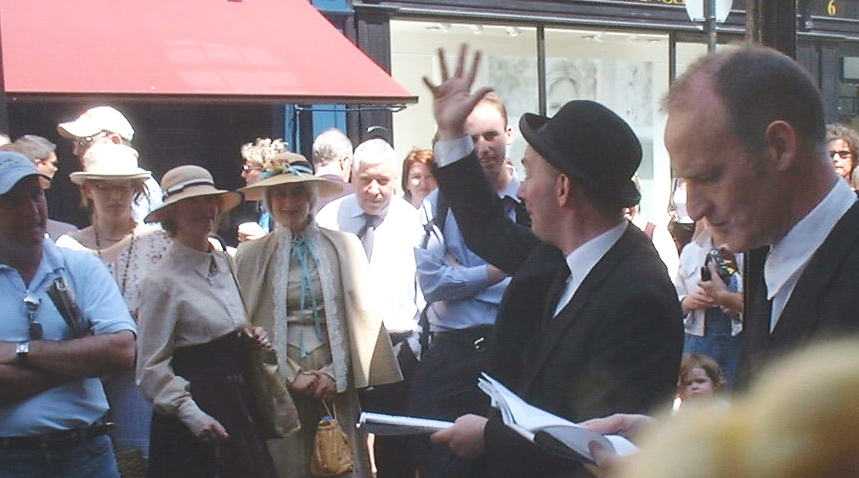
デイビー・バーンズ パブの外にいるブルームの日のパフォーマーたち

ブルームの日（ブルームのひ、英:Bloomsday）は、アイルランド人作家のジェイムズ・ジョイスの人生を祝う記念日である。その名は、『ユリシーズ』の主人公レオポルド・ブルームに由来している。
ジョイスの小説『ユリシーズ』は、ダブリンを舞台に1904年6月16日に起こった出来事を描いている。ブルームの日には、ジョイスのファンや友人、小説の読者 (および非読者) が架空の出来事の「現実の」場所に出かける。主人公である広告代理店のレオポルド・ブルームとその妻モリー、若い教師で作家のスティーブン・デダラス、その他の架空の人物が、スウェニーズ・ショップでレモン石鹸を買ったり、デイヴィでゴルゴンゾーラのパンを食べたりするなど、特定のことをしたり経験したりする。

## ユリシーズとの関連
ジェイムズ・ジョイスは、自伝的な理由でこの日付を小説に使っている。この日、ジョイスは将来妻となる後に妻になるノラ・バルナクルを初めて連れて外出し、夕食とサンディマウント(Sandymount)の海岸を散歩した。 6月14日、ジョイスさんはダブリンのナッソー通りで彼女に出会い、深い印象を受けた。彼は彼女に6月15日に会ってくれるように頼んだ。ノーラはOKしたが、現れなかった。ジョイスは彼女を探し、6月16日にデートがをした。その日、おそらく二人の間になにか性的なことがおきた可能性が推測されている。というのも、ノラ・ジョイスが仲間内で1904年6月16日の出来事について、「その日は私がジムを男にした日なのよ」と言ったという逸話があるからである。より、貞淑な伝統の中では、「ファーストキス」についてのみ言うものも多い。ということで、毎年6月16日がジョイスの記念日となっており、ダブリンを中心に各地で祝う。ダブリンではジェイムズ・ジョイス・センターがイベントの企画を行っている。

## 名前
英語の複合語「 Bloomsday」はアイルランド語でも通常使われるが、一部の出版物では「Lá Bloom（アイルランド語でブルームの日）」と呼んでいる。

## 最初の祝賀行事
このようなブルームの日の祝祭についての最初に言及したのは、1924年6月27日にジョイスがウィーバー嬢に宛てた手紙の中にあり、「6月16日をブルームの日と呼んでお祝いする人々のグループ」について言及である。
小説の中での出来事から50年目にあたる1954年のある水曜日、ジョン・ライアン(アーティスト)（芸術家、評論家、酒場の経営者、雑誌「エンボイ(Envoy, A Review of Literature and Art)」の創刊者）と小説家のフラン・オブライエン(本名、ブライアン・オノーラン)は、ユリシーズの道を辿る一日がかりの巡礼(聖地巡り)を企画した。
彼らには、パトリック・カヴァナ(Patrick Kavanagh)、アンソニー・クローニン(Anthony Cronin)、トム・ジョイス（Tom Joyce、歯科医で、ジョイスのいとこでジョイス家代表として）、A・J・レヴェンサル（ A. J. Leventhal、ダブリン大学トリニティ・カレッジのフランス語講師）が加わった。
ライアンは、『ユリシーズ』でブルーム氏とその友人たちがパディ・ディグナムの葬儀に向かうときに乗った、昔ながらの馬車2台を手配した。
一行には小説に出てくる役が割り当てられた。クローニンはスティーブン・ディーダラス、オノランは父親のサイモン・ディーダラス、ライアンはジャーナリストのマーティン・カニンガムの代理を務め、ユダヤ人であるレヴェンタールは（ライアンによれば、本人は知らなかったが）レオポルド・ブルームの役を演じるために声をかけられて参加した。
彼らは日中、サンディコーヴのマーテロー塔（小説の始まりの地）から出発して小説の舞台を次々に訪れ、夜にはかつて売春宿街だった、ジョイスがナイトタウンと呼んだ地区で終わるという計画だった。巡礼は途中で中止された。疲れ果てた巡礼者たちが市内中心部のベイリー・パブ(the Bailey pub、ダブリンの中心部、デュークストリート1-4)で酩酊と恨みに屈したためである。当時そのパブはライアンが所有しており、1967年にライアンはエクルズ通り7番地（レオポルド・ブルームの正面玄関）のドアを破壊から救い出し、そこに取り付けたのである。ライアンが非公式に撮影した1954年のブルームズデイの記録には、この巡礼の記録が残されている。

## 祝賀行事

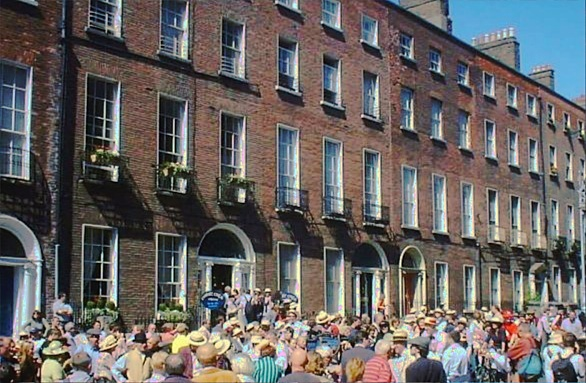
ノース・グレート・ジョージストリートでのストリートパーティ, 2004

### ダブリン
1994年以来、ダブリンではブルームズデイ・フェスティバルが開催されている。ブルームズデイ・フェスティバルは1週間にわたって開催され、6月16日の週に予定されている。このフェスティバルでは、ユリシーズの朗読やお芝居、パブ巡り、その他のイベントなど、さまざまな文化活動が行われる。熱心なファンは、ブルームズデイを祝うためにエドワード朝時代の衣装を着て、ディヴィ・バーンズパブなどの名所を経由して、ダブリン周辺のブルームのルートをたどることが多い。熱心なファンは、小説全体のマラソン朗読を開催することさえ知られており、中には36時間にも及ぶものもある。ブルームズデイ・フェスティバルは、ダブリン市を代表してジェイムズ・ジョイス・センターが主催している。 
サンディコーブにあるジェイムス・ジョイスタワーと博物館は、『ユリシーズ』の冒頭の舞台となった場所で、ブルームズデイの時期には演劇、音楽イベント、象徴的な塔のツアー、ジョイスの傑作の朗読など、多くの無料文化行事が開催される。

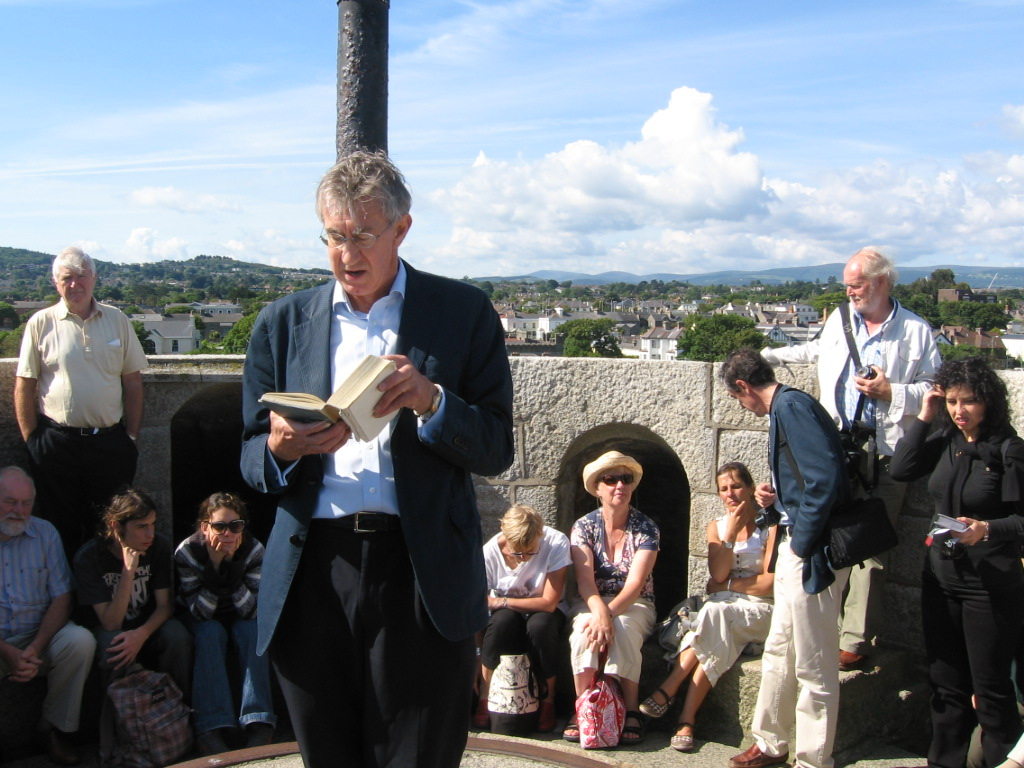
バリー・マクガヴァンが、ジェイムズ・ジョイス・タワー＆ミュージアムの屋上で『ユリシーズ』を朗読、2009年6月16日

「毎年、何百人ものダブリン市民が本の登場人物に扮装し、まるで本と一体化する意志を表明しているかのようだ。都市生活にこれほど大きな影響を与えるモダニズムの傑作は他には考えられない。」
ジョイス生誕100周年にあたる1982年ブルームズデイに、アイルランド国営放送局RTÉはラジオで 『ユリシーズ』全文の劇上演を30時間連続で放送した。
2004 年には、 4 月 1 日から 8 月 31 日まで、5 か月間にわたるフェスティバル「ReJoyce Dublin 2004」がダブリンで開催された。この本で説明されている架空の出来事の 100 周年「記念日」の前の日曜日、ダブリンの 10,000 人が、オコンネル ストリートで、ソーセージ、ベーコン、トースト、豆、ブラックプディングとホワイト・プディングからなる無料の屋外のフルアイリッシュ・ブレックファストを楽しんだ。
2006年のブルームズデイの祝賀行事はチャールズ・ホーヒーの葬儀と重なったため中止された。